# Le istitutioni harmoniche
Le istitutioni harmoniche est un traité musical de Gioseffo Zarlino, qui était compositeur, théoricien de la musique et maître de chapelle de la basilique Saint-Marc de Venise. 
C'est probablement l'ouvrage d'enseignement musical qui a eu le plus d'influence pendant le Cinquecento. Il a été publié pour la première fois en 1558 à Venise, et une nouvelle édition revue et corrigée parut en 1573.
L'ouvrage est rédigé en italien et relie pour la première fois la théorie de la musique et la pratique de son exécution. Il est structuré en quatre parties, soit deux parties théoriques et deux parties pratiques. Dans les deux premières, il est question des proportions et de leurs rapports avec la consonance. Dans les troisième et quatrième parties sont traités la composition en termes de contrepoint et l'enseignement des différents modes musicaux. La section relative à la pratique est illustrée de nombreux exemples tirés de Zarlino lui-même.
Sa présentation de l'antique légende de Pythagore dans la forge, où il fait appel à l'autorité de Boèce correspond à l'état des connaissances du Moyen-Âge encore acceptées à la Renaissance. La preuve que les  prétendues expériences de Pythagore étaient physiquement sans valeur  n'avait pas encore été apportée à l'époque de la publication du traité Le istitutioni harmoniche.